# Bratřice
Bratřice (německy Bratschitz, Sonebnar (1273), Sunebrunne (1410), Schönbrunn) jsou obec v okrese Pelhřimov v Kraji Vysočina. Leží sedm kilometrů severně od Pacova. Žije zde 163 obyvatel.
Je zde rekreační oblast Černý rybník. V posledních letech byly opraveny obecní budovy (úřad, restaurace s terasou, kaplička, hasičská zbrojnice) i silnice a cesty a byla vybudována hřiště pro malé i větší děti. V obci se také nachází turistická ubytovna.

## Historie
První písemná zmínka o obci pochází z roku 1273.

## Obyvatelstvo
| Rok            | 1869 | 1880 | 1890 | 1900 | 1910 | 1921 | 1930 | 1950 | 1961 | 1970 | 1980 | 1991 | 2001 | 2011 | 2021 |
| -------------- | ---- | ---- | ---- | ---- | ---- | ---- | ---- | ---- | ---- | ---- | ---- | ---- | ---- | ---- | ---- |
| Počet obyvatel | 639  | 542  | 456  | 428  | 416  | 362  | 368  | 254  | 267  | 243  | 220  | 196  | 182  | 148  | 138  |
| Počet domů     | 64   | 68   | 66   | 62   | 62   | 62   | 66   | 71   | 70   | 63   | 62   | 76   | 80   | 82   | 81   |

## Obecní správa
V letech 1869–1890 Bratřice byly jako osada obce k Útěchovicím pod Stražištěm v okrese Pelhřimov. Od roku 1900 jsou obcí v okrese Pelhřimov (1900–1930), poté v okrese Pacov (1950) a později v okrese Pelhřimov.

### Části obce
- Bratřice
- Cetule

### Obecní symboly
Znak a vlajka byly obci uděleny rozhodnutím předsedy Poslanecké sněmovny Parlamentu České republiky dne 17. dubna 2009.

## Pamětihodnosti
- Kaple svatého Jana Křtitele postavená u studánky pod vrchem Stražiště (745 metrů).[8]
- Kaplička na návsi
- Provaznictví (bývalé, dnes již neexistující)